# Wolfgang Hammer (Fußballspieler, 1941)
Wolfgang Hammer (* 17. September 1941) ist ein ehemaliger deutscher Fußballspieler. 1961/62 spielte er für die BSG Chemie Halle in der DDR-Oberliga, der höchsten Spielklasse im DDR-Fußball. Hammer ist auch DDR-Juniorennationalspieler.

## Sportliche Laufbahn
Wolfgang Hammers Laufbahn als Fußballspieler startete verheißungsvoll, als er 1960 als Spieler der BSG Chemie Buna Schkopau in den Kader der DDR-Juniorennationalmannschaft aufgenommen wurde. Im März und April 1960 bestritt er mit der Auswahl drei Länderspiele, in denen er als halblinker Stürmer eingesetzt wurde. Im selben Jahr spielte er mit Chemie Buna in der viertklassigen Bezirksliga Halle.
Zu Beginn der Saison 1961/62 wechselte Hammer zum Oberligisten Chemie Halle. In dieser Spielzeit, die wegen des Wechsels vom Kalenderjahr- zum Sommer-Frühjahr-Spielrhythmus über 39 Spieltage lief, bestritt Hammer nur ein Punktspiel über die volle Zeit und stand dabei als rechter Angreifer in der Mannschaft. Zuvor hatte in vier weiteren Oberligaspielen als Einwechsler gespielt. Anschließend tauchte Wolfgang Hammer im Oberliga-Aufgebot der BSG Chemie Halle nicht mehr auf.
Von Halle ging Hammer zu seiner Heimat-BSG Chemie Buna Schkopau zurück. Zwischen 1971 und 1977 bestritt er dort 69 Spiele in der zweitklassigen DDR-Liga und erzielte dabei drei Tore. Nach dem Ende seiner Laufbahn als Fußballspieler trat er in den Trainerstab der BSG Chemie Buna ein. Er arbeitete als Assistenztrainer und war in der Saison 1981/82 Trainer der Nachwuchsoberligamannschaft.